# 盧布爾雅那奧林匹亞足球俱樂部
盧布爾雅那奧林匹亞足球俱樂部，是斯洛文尼亞的一家足球俱樂部。主場位於盧布爾雅那。球隊參加斯洛文尼亞足球甲級聯賽的賽事。